# Шуазёль-Гуфье, Огюст де
Мари́ Габриэ́ль Флора́н Огю́ст (Гаврии́л А́вгустович) де Шуазёль-Гуфье́ (фр. Marie-Gabriel-Florent-Auguste de Choiseul-Gouffier; 1752—1817) — французский и русский государственный деятель, дипломат, посол Франции в Османской империи с 1784 года; археолог и коллекционер, исследователь греческих древностей. Член Французской академии (с 1783, исключен в 1803, восстановлен в 1816; на кресле № 25). Директор Императорской Публичной библиотеки и президент Императорской Академии художеств (1797–1800).

## Биография
Происходил из аристократического рода Шуазёль. Получил блестящее образование, особенно по части классической античности. История античности и изучение древнегреческого искусства всю жизнь оставались его главными увлечениями. В 1776 году Огюст де Шуазёль-Гуфье отправился в Грецию, где проводил за собственный счёт раскопки, выполнял зарисовки древностей и скупая их. Результатом поездки стала работа «Живописное путешествие по Греции» (Voyage Pittoresque en Grèce), первый том которой был опубликован в Париже в 1782 году. Книга получила хвалебные и восторженные отзывы среди научных сотрудников, и в том же году Шуазёль-Гуфье стал членом Академии надписей и изящной словесности, а через два года — Французской академии.
В 1784 году Людовик XVI назначил его послом Франции в Османской империи. В Константинополе начался новый этап археологических исследований. В период русско-турецкой войны 1787—1792 годов Франция сохраняла нейтралитет, но политические интересы её традиционно оставались связанными с Турцией. Великую французскую революцию 1789—1799 годов Шуазёль-Гуфье встретил враждебно и остался в Константинополе, и несмотря на назначение в Лондон, стал посредником между Петербургом и Константинополем в заключении мира.
В 1792 году французские секретные службы перехватили переписку Шуазёль-Гуфье с братом осужденного Людовика XVI, и его объявили врагом Франции. Возвращение на Родину стало невозможным, и он обратился к российской императрице Екатерине II. Получив приглашение в Петербург, он направился на север в сопровождении детей и их гувернёра аббата Николя. Уже 19 июня 1793 года граф Шуазель-Гуфье  был представлен императрице. Дополнительно ему назначили большую пенсию, старший сын был возведён в поручики гвардии, младший отправлен в кадетский корпус.
Однако Екатерина II быстро разочаровалась в Шуазёль-Гуфье. По словам графа Ф. Г. Головкина, «в обществе Шуазелю столь же мало повезло, как и при дворе. Смешная его страсть к одной великосветской кокетке окончательно лишила его симпатии императрицы, обещавшей ему место президента Академии наук, как только княгиня Дашкова выйдет в отставку. Наконец, граф Эстергази нашел Шуазеля достойным предметом для своих интриг и окончательно погубил его в глазах императрицы». Его отлучили от двора и разрешили появляться там только в дни самых больших праздников. 
Однако в эпоху правления Павла I он был зачислен в число «жертв» предыдущего царствования. От нового императора Шуазёль-Гуфье получил в подарок земли в Литве. В начале 1797 года Шуазёль-Гуфье был назначен главным директором Императорских библиотек с званием титулярного советника, а в июне 1797 года — президентом Императорской академии художеств.
Будущая Императорская публичная библиотека представляла собой в то время спонтанное собрание книг в помещениях Аничкова дворца. Фактическим организатором работ с фондами библиотеки на тот момент был М. И. Антоновский. Наибольший конфликт за период работы последнего был связан с пропажей книг из библиотеки. В результате Шуазёль-Гуфье уволил Антоновского, и работы по систематизации собрания ещё более замедлились. Отношение Павла I к Шуазёль-Гуфье также менялось. До него дошли слухи о хищении книг, махинациях и злоупотреблениях, в которых было замешано имя Гуфье. В начале 1800 года его отстранили от службы и выслали к имениям в Литве.
После смерти Павла I Шуазёль-Гуфье пожелал уехать во Францию. Император Александр I, при содействии А. Коленкура, доверенного лица Наполеона, просил исключить Шуазёль-Гуфье из списка эмигрантов и вернуть ему всё, что принадлежало до революции. В марте 1802 года он вернулся на родину, был восстановлен в правах и стал пэром Франции. Последние годы жизни занимался систематизацией собранных археологических материалов, закончил написание «Voyage Pittoresque en Grèce». Умер 20 июня 1817 года в Экс-ла-Шапеле.

## Семья
Первая жена (с 23 сентября 1771; Париж) — Аделаида Мария Луиза де Гуффье (1752 — 6 мая 1816), дочь последнего маркиза Гуфье, предавшая мужу свою фамилию. В браке имели пять дочерей и одного сына  Антония Людвига Октавия Шуазёль-Гуфье (1773—1840), он жил в России и был камергером двора, от двух браков имел многочисленное потомство, его правнук — русский религиозный философ Н. А. Бердяев. 
Вторая жена (с 28 октября 1816) — принцесса Елена де Боффремон-Куртене (9 апреля 1774 — 7 декабря 1836), дочь  вице-адмирала Франции Жозефа де Бофремона. По отзыву современника, была дамой остроумной и лучшей подругой госпожи де Жанлис. Граф Шуазель-Гуффье до смешного был в неё влюблен и принимал  у себя дома, в присутствии жены и пяти замужних дочерей, которые были этим возмущены. Когда же его жена умерла, он женился на своей обожаемой Елене, которой пришлось испытать, со стороны своих падчериц, довольно плохое обращение.

## Основные работы
- Voyage pittoresque de la Grèce. — Paris, 1782—1822.
- Voyage pittoresque dans l'Empire ottoman, en Grèce, dans la Troade, les îles de l'Archipel: et sur les côtes de l'Asie-Mineure. — Seconde édition. — Paris: J.-P. Aillaud, 1842.